# 浅間敬太
浅間 敬太（あさま けいた、1984年8月19日 - ）は、千葉県千葉市出身の元プロ野球選手（投手）。左投左打。

## 経歴

### プロ入り前
小学校時代は愛知県名古屋市で過ごす。千葉市立みつわ台中学校を卒業後、敬愛学園高等学校に入学。2年秋に関東大会出場も1回戦でサヨナラ負け、3年夏はベスト8。
2002年のドラフト会議で、地元でありファンでもあった千葉ロッテマリーンズに3巡目で指名を受け、相思相愛の形で入団。

### プロ入り後
2003年7月19日にプロ初登板。一軍公式戦初先発となった7月23日の対近鉄戦では1、2番連続四球の後、3番・タフィ・ローズに被弾するなど、結局23球・1/3投球回を投げ2被安打3与四死球3失点とほろ苦デビューとなった（チームは打線の粘りによって引き分けた）。結果的にはこの試合が1軍戦最後の登板となった。なお、高卒ルーキーが一軍先発マウンドに上がるのはチームでは榎康弘以来12年ぶりだった。シーズン終了後に、新加入のベニー・アグバヤニがメジャー時代から馴染みのある背番号50を希望したため、13に変更。
2004年はオープン戦開幕投手を務める。2005年はイースタンではチームで唯一規定投球回に到達したものの、一軍登板機会がなく、2006年は左ひじの故障もあり一軍どころか二軍でも登板できなかった。2007年に怪我から復帰したが、二軍でも打たれる場面が多く、制球も定まらず、この年も一軍登板はなかった。
2008年開幕前に左手中指を骨折し、復帰するも二軍でも防御率は27.00と振るわず、10月1日に戦力外通告を受けた。なお、自身のブログで12球団合同トライアウトを受験せず、会社員として働く意向を明らかにし、現役引退となった。故障に悩まされたことと年々調子が下降線を辿っていたことから戦力外通告を受けた時は安堵し、トライアウトを受ける気にはなれなかったという。

### 引退後
2009年からは、ソニー生命保険に勤務している。

## 詳細情報

### 年度別投手成績
| 年 度     | 球 団     | 登 板 | 先 発 | 完 投 | 完 封 | 無 四 球 | 勝 利 | 敗 戦 | セ 丨 ブ | ホ 丨 ル ド | 勝 率 | 打 者 | 投 球 回 | 被 安 打 | 被 本 塁 打 | 与 四 球 | 敬 遠 | 与 死 球 | 奪 三 振 | 暴 投 | ボ 丨 ク | 失 点 | 自 責 点 | 防 御 率 | W H I P |
| --------- | --------- | ----- | ----- | ----- | ----- | -------- | ----- | ----- | -------- | ----------- | ----- | ----- | -------- | -------- | ----------- | -------- | ----- | -------- | -------- | ----- | -------- | ----- | -------- | -------- | ------- |
| 2003      | ロッテ    | 2     | 1     | 0     | 0     | 0        | 0     | 0     | 0        | --          | ----  | 7     | 1.0      | 2        | 1           | 3        | 0     | 0        | 0        | 0     | 0        | 3     | 3        | 27.00    | 5.00    |
| 通算：1年 | 通算：1年 | 2     | 1     | 0     | 0     | 0        | 0     | 0     | 0        | --          | ----  | 7     | 1.0      | 2        | 1           | 3        | 0     | 0        | 0        | 0     | 0        | 3     | 3        | 27.00    | 5.00    |

### 記録
- 初登板：2003年7月19日、対福岡ダイエーホークス16回戦（千葉マリンスタジアム）、9回表1死に4番手で救援登板、2/3回を無失点
- 初先発：2003年7月23日、対大阪近鉄バファローズ17回戦（千葉マリンスタジアム）、1/3回を3失点

### 背番号
- 50 （2003年）
- 13 （2004年 - 2008年）